# FTF - Confédération des professionnels en Danemark
La FTF (français: FTF - Confédération des professionnels en Danemark ; anglais : FTF – Confederation of Professionals in Denmark) est une organisation syndicale danoise regroupant les employés du secteur public (75 %) et du secteur privé (25 %). 

## Histoire
Elle est fondée en 1952. Elle est affiliée à la Confédération européenne des syndicats, la Confédération syndicale internationale, la Commission syndicale consultative auprès de l'OCDE et à la Council of Nordic Trade Unions.

## Liens
- Site officiel
- Notice dans un dictionnaire ou une encyclopédie généraliste :   - Den Store Danske Encyklopædi